# ديفيد هاليداي
ديفيد هاليداي (بالإنجليزية: David Halliday (physicist))‏ (و. 1916 – 2010 م) هو فيزيائي من الولايات المتحدة الأمريكية .
شارك في مشروع مانهاتن .

## التعليم
تعلم في جامعة بيتسبرغ

## مناصب وهيئات
أدار جامعة بيتسبرغ.